# 中島らもの月光通信
『中島らもの月光通信』（なかじまらものげっこうつうしん）は、エフエム大阪で1984年から1988年まで放送されていたラジオ番組。

## 概要
チチ松村のミッドナイトきのこ列車やSOUND LINE ラジウム音線等と並ぶ、エフエム大阪の80年代を代表するサブカルラジオ番組である。メインパーソナリティの中島らもの猿飛サスケを基調としたラジオコントや、彼の初期の著書で語られている言わば「らも目線」を直に感じることができるトークの数々などが人気を博した。
この番組の最終回では、「メディアへの露出を控えたい」と語り、その後数年間放送媒体に姿を現さなかった。
提供は、学生援護会が行っていた。

## 放送時間
毎週水曜　25:00～26:00

## 出演
- 中島らも（メインパーソナリティ）
- デコ（初代アシスタント、第１回～26回まで、第43回にロンドンからの声の便りが紹介）
- はせがわやすえ（二代目アシスタント、第27回～38回まで）
- 野崎沙穂（三代目アシスタント・歌手、第39回～73回まで）
- 福井玲子（四代目アシスタントパーソナリティ、第74回～現在確認中 2020/09/27）
  - アシスタントは、数ヶ月から数年の周期で入れ替わっており、その他数人が存在する。
- 中川JAM（ボイスマン、ナレーション担当、第27回から）

## ゲスト
- 藤島克彦(CFプランナー、第1回、第14回)
- 第2回〜第12回は不明
- 吉田和夫(プロモーター、第13回)
- 早見優(人気歌手、第15回)
- 小山茉美・白石冬美(声優、第17回)
- 大日泰一(PAミキサー&コンサートプランナー、第18回、苗字不確定？)
- ひさうちみちお - （初回は第19回）最多登場。らもの代役も果たした。
- 青沼仁科(プロレスグッズ販売店・筋肉組店長、第20回)
- 上谷和久(歯科医、第21回)
- ミナミのヒロさん(ゲイバー、第22回)
- 豊田公作(雑誌 THE BEE 編集長、第23回)
- 山本良樹(高石ともやのマネージャー、第24回)
- 堅田浩巳(映画プロデューサー、第25回)
- 宮城 光(プロ・ライダー、第26回、毎回のゲストは一旦この回まで)
- 佐藤Ｂ作（俳優、第36回）
- 藤木高嶺（朝日新聞社編集委員、第39回）
- 手塚 眞（映画監督、第40回）
- チチ松村（ギターデュオゴンチチのメンバー、第48回、他）
- 加納さん（不幸評論家、第61回）
- 立花ハジメ（歌手、第63回）
- そやんか合衆国大統領 北浦 浩、満開座 清瀬順子・蟷螂 襲、第72回 ＰＲのゲスト出演）
- 和田高幸（ＵＦＯ研究家、第78回）
- 有頂天 - ナゴムレーベルバンド、そのボーカル「ケラ」はレーベル主催者且つ、劇団「健康」も自身主催